# Elk River (Idaho)
Pour les articles homonymes, voir Elk River.
Elk River est une ville américaine située dans le comté de Clearwater en Idaho.
La ville est d'abord connue sous le nom de Trumbull. Elle prend par la suite le nom d'Elk River, qui signifie « rivière du wapiti ».

## Démographie
| 1920 | 1930 | 1940 | 1950 | 1960 | 1970 |
| ---- | ---- | ---- | ---- | ---- | ---- |
| 847  | 862  | 337  | 312  | 382  | 383  |

| 1980 | 1990 | 2000 | 2010 | - | - |
| ---- | ---- | ---- | ---- | - | - |
| 265  | 149  | 156  | 125  | - | - |

Selon le recensement de 2010, Elk River compte 125 habitants. La municipalité s'étend sur 0,15 mille carré (0,39 km2).